# Polární záře

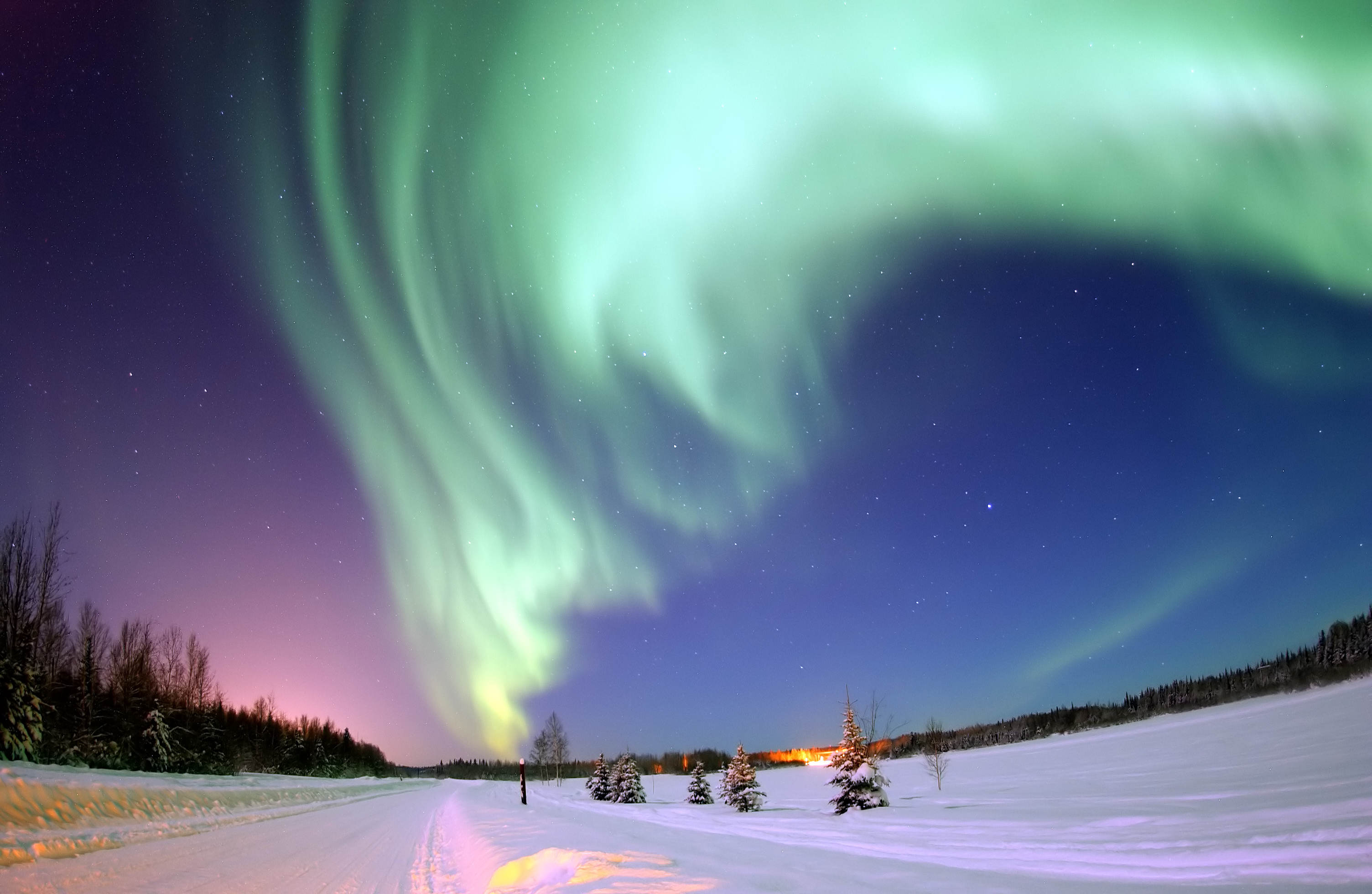
Polární záře nad Medvědím jezerem z letecké základny Eielson na Aljašce (expoziční doba fotografie byla 25 sekund, takže při pozorování pouhým okem nebyla tak jasná)

Polární záře je souhrnný název pro světelné úkazy nastávající ve vysoké atmosféře Země ve výškách od 90 km (v ionosféře – oblast vysoké koncentrace iontů a volných elektronů), někdy zasahující i do výšek několika set kilometrů. Jsou výsledkem poruch v magnetosféře Země způsobených slunečním větrem. Výraznější polární záře vznikají v důsledku vyšší rychlosti slunečního větru z koronálních děr a výronů koronální hmoty. 
Poruchy magnetického pole mění trajektorie nabitých částic v magnetosférickém plazmatu. Tyto částice, hlavně elektrony a protony, jsou magnetickým polem Země vtahovány do horních vrstev atmosféry (termosféry/exosféry), kde ionizují a excitují atmosférické molekuly a atomy, které následně vyzařují světlo různé barvy a vytvářejí proměnlivé struktury. Forma polární záře, vyskytující se v pásmech kolem obou polárních oblastí, je také závislá na velikosti zrychlení udělovaného částicím slunečního větru.
Je to jeden z hlavních jevů vesmírného počasí. Běžně jsou pozorovatelné v polárních oblastech (jižní polární záře – aurora australis v Antarktidě, severní polární záře – aurora borealis v Arktidě), zatímco ve středních zeměpisných šířkách a zejména v tropech se polární záře vyskytují jen výjimečně. Jižní a severní polární záře jsou mírně odlišné.
Latinské označení severní polární záře Aurora Borealis je složeno ze jména římské bohyně úsvitu Aurory a jména řeckého boha studeného severního větru Boreas. Australis v názvu jižní polární záře má původ v římské mytologii, kde Auster je personifikací jižního větru.
Polární záře se vyskytují na většině planet ve Sluneční soustavě, některých měsících a dokonce i na kometách; mimo sluneční soustavu pak například na hnědých trpaslících.

## Příčiny

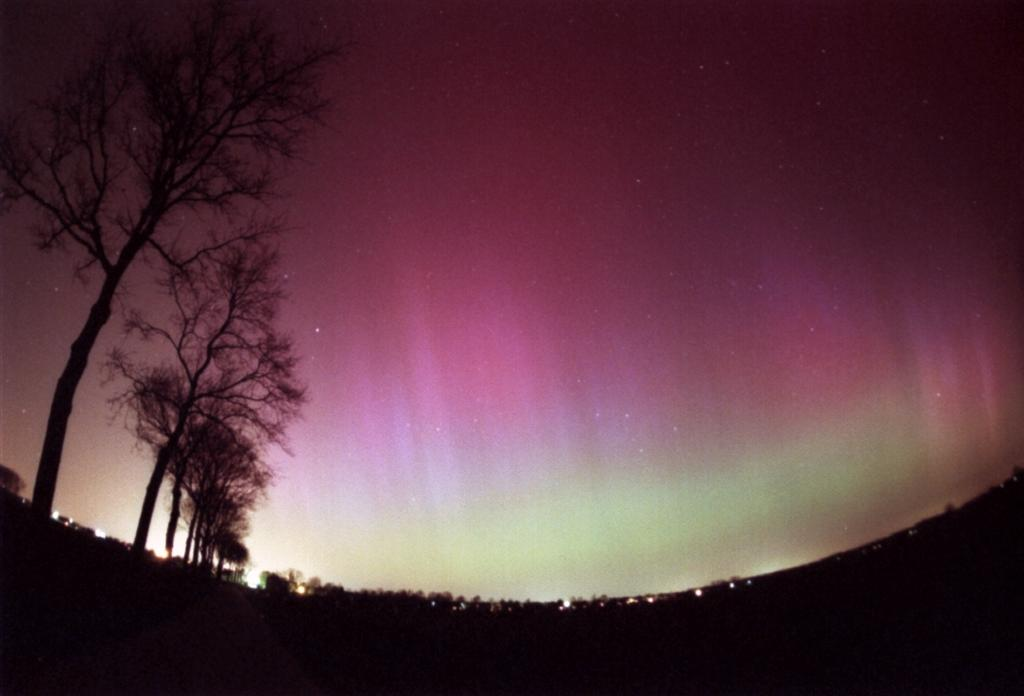
Polární záře

Schema zemské magnetosféry

Základní příčinou vzniku polární záře je interakce slunečního větru s magnetosférou Země, pochopení fyzikálních procesů, které vedou k různým typům polárních září, je však stále neúplné. Různá intenzita slunečního větru vytváří efekty různého rozsahu. V úvahu přichází alespoň jeden z následujících fyzikálních scénářů.
Je-li rychlost slunečního větru nízká, je většina částic magnetickým polem odkloněna do meziplanetárního prostoru. Některé mohou přímo přecházet na geomagnetické siločáry, které jsou „otevřené“, tj. nejsou propojeny se siločárami na opačné polokouli, nebo difundovat skrze rázovou vlnu. Částice plazmatu již zachycené ve van Allenových radiačních pásech mohou být uvolněny do atmosféry, čímž se jejich zdroj vyčerpává. Důsledkem je, že při slabém slunečním větru jsou případné polární záře velmi slabé a soustředěné na malé ploše.
Silnější (rychlejší) sluneční vítr způsobuje poruchy geomagnetického pole a deformace magnetického ohonu Země („magnetické subbouře“). Tyto „subbouře“ mají tendenci se opakovat v delších periodách (řádově hodiny), v jejichž průběhu má meziplanetární magnetické pole znatelnou jižní složku. Siločáry meziplanetárního magnetického pole se díky tomu ve větší míře propojují se siločárami magnetického pole Země. Výsledkem je, že sluneční vítr ohýbá magnetické siločáry z denní strany Země k magnetickému ohonu, který se navíc zužuje, až se některé siločáry mohou propojit („magnetic reconnection“). Část plazmatu na konci magnetického ohonu se tím oddělí a je následně unášena slunečním větrem. Plazma, které je v tom okamžiku blíže Zemi, je naopak magnetickým polem přitahováno k Zemi, kde způsobí silné výbuchy polární záře, zejména kolem půlnoci. Geomagnetická bouře, která je výsledkem větší interakce, přidává mnohem více částic do plazmatu zachyceného v okolí Země, čímž se mimo jiné zesiluje „prstencový proud“. Příležitostně může být výsledná modifikace magnetického pole Země natolik silná, že vytváří polární záře viditelné ve středních zeměpisných šířkách, tj. mnohem blíže k rovníku.
Poruchy geomagnetického pole, které způsobují polární záři, jsou vždy provázeny urychlováním nabitých částic slunečního větru podél magnetických siločar. Jak elektromagnetické, tak elektrostatické vlny, produkované v době větších geomagnetických bouří, významně přispívají k procesům, které udržují polární záři.
Uvedené jevy nejsou dosud uspokojivě vědecky objasněny. Je však zřejmé, že primárním zdrojem částic způsobujících polární záře je sluneční vítr interagující s magnetosférou, dále jejich zásoba v radiačních pásech a částice dočasně magneticky zachycené geomagnetickým polem. Na vzniku a udržování polární záře se rovněž podílejí procesy urychlování částic. Modelování interakce zemské magnetosféry se slunečním větrem je prováděno na superpočítači univerzity v Helsinkách v rámci projektu Vlasiator.

## Barva
Polární záře vznikají, když se elektricky nabité částice slunečního větru z magnetosféry (hlavně elektrony, ale i protony) srazí s atomy kyslíku nebo dusíku v horních vrstvách zemské atmosféry, přičemž dojde k excitaci nebo ionizaci těchto atomů. Při excitaci se elektron v atomu dostane díky přenosu energie na vyšší energetickou hladinu, po určité době však přejde zpět na nižší energetickou hladinu, přičemž se vyzáří foton. Je-li elektronu dodáno více energie, uvolní se z atomu – dojde k ionizaci. Po krátké době opět dojde k rekombinaci, přičemž se rovněž vyzáří foton. Kromě emise fotonů mohou atomy ztratit energii srážkami s jinými atomy.
Atomy kyslíku emitují zelené nebo červenooranžové záření v závislosti na množství absorbované energie. Atomy dusíku emitují modré a fialové záření při záchytu elektronu poté, co byly ionizovány, nebo červené záření při návratu z excitovaného stavu. 
U kyslíku může vyzáření zeleného fotonu o vlnové délce 557,7 nm trvat 0,7 sekundy od excitace, ale u červeného fotonu o vlnové délce 630,0 nm může emise nastat až za dvě minuty. Srážky s jinými atomy nebo molekulami absorbují excitační energii a omezují emisi fotonů. Vzhledem k tomu, že nejvyšší vrstvy atmosféry obsahují vyšší procento kyslíku při nižší hustotě částic, jsou srážky s jinými atomy dostatečně vzácné na to, aby měl kyslík čas emitovat červené fotony. Směrem k nižším vrstvám atmosféry se srážky stávají častějšími  kvůli zvyšující se hustotě, čímž se nejdříve omezují emise červených fotonů a nakonec se zabrání i emisím zeleného světla.
Barva polární záře proto závisí na nadmořské výšce. V nejvyšších výškách dominuje kyslíková červená, pak kyslíková zelená a pak barvy emitované dusíkem (modrá, fialová a červená), v nejnižších vrstvách srážky omezí emise kyslíku a převládnou barvy emitované dusíkem. Nejběžnější barva je zelená, následuje růžová, směs zelené a červené, čistě červená, pak žlutá (směs červené a zelené) a nakonec čistě modrá.

## Výška
Nadmořskou výšku, v níž se vyskytují polární záře, zjišťovali už v 18. století John Dalton a Henry Cavendish, kteří v roce 1789/90 pomocí triangulace určili nadmořskou výšku 80 až 160 km, což zhruba odpovídá dnešním hodnotám. V letech 1911 až 1944 Carl Størmer a jeho kolegové, kteří pomocí kamer zaměřovali více než 12 000 polárních září, zjistili, že většina viditelných efektů vzniká ve výškách mezi 90 km a 150 km nad povrchem Země, výjimečně se však mohou vyskytovat i ve výškách více než 1000 km. Průměrnou výšku pro zelené světlo určili na 110 km.
Zelená polární záře vzniká ve výškách 100 až 200 km, červená záře ve výškách nad 200 km.

## Výskyt
Polární záře se nejčastěji vyskytuje v pásu širokém 3° až 6° vzdáleném 10° až 20° od geomagnetického pólu Země. Oblast, v níž je pozorovatelná polární záře, tvoří ovál, který je vlivem slunečního větru posunut směrem k noční straně Země. Aurorální ovál se při větší intenzitě slunečního větru, respektive při silnějších geomagnetických bouřích, rozšiřuje k nižším zeměpisným šířkám, výjimečně může dosáhnout až k rovníku.
Některé z lokalit, kde jsou častěji pozorovatelné polární záře:
- Reykjavik
- Borgarnes
- Sandarkrokur
- Akureyri
- Fairbanks
- Teritorium Yukon
- Ostrov Skye
- Laponsko
- Souostroví Špicberky
- Murmansk[9]
- Faerské ostrovy

Polární záře byla pozorována i na jiných planetách, které mají atmosféru a magnetické pole, například na Jupiteru nebo Saturnu.

## Galerie

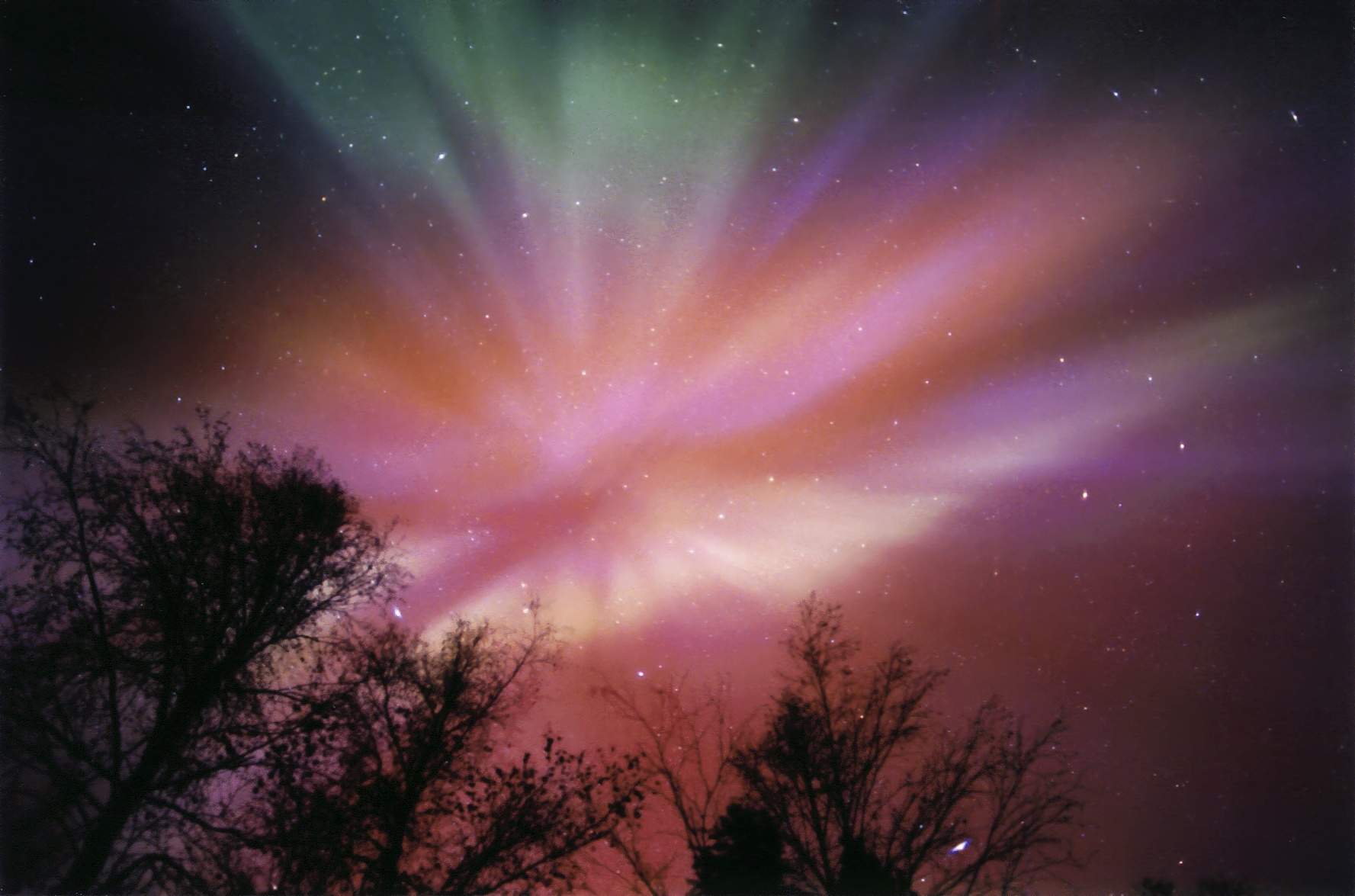
Polární záře
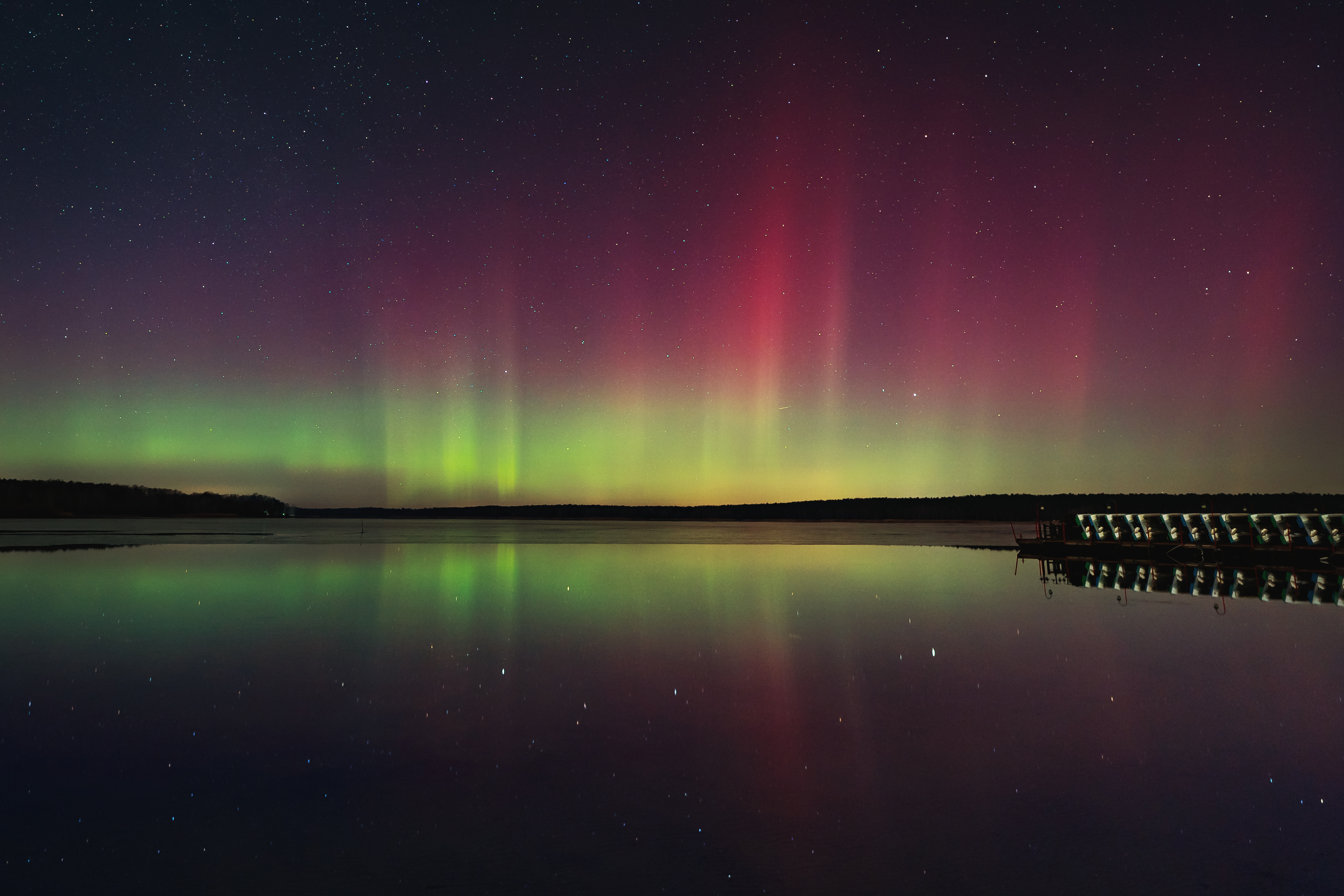
Polární záře nad Polskem
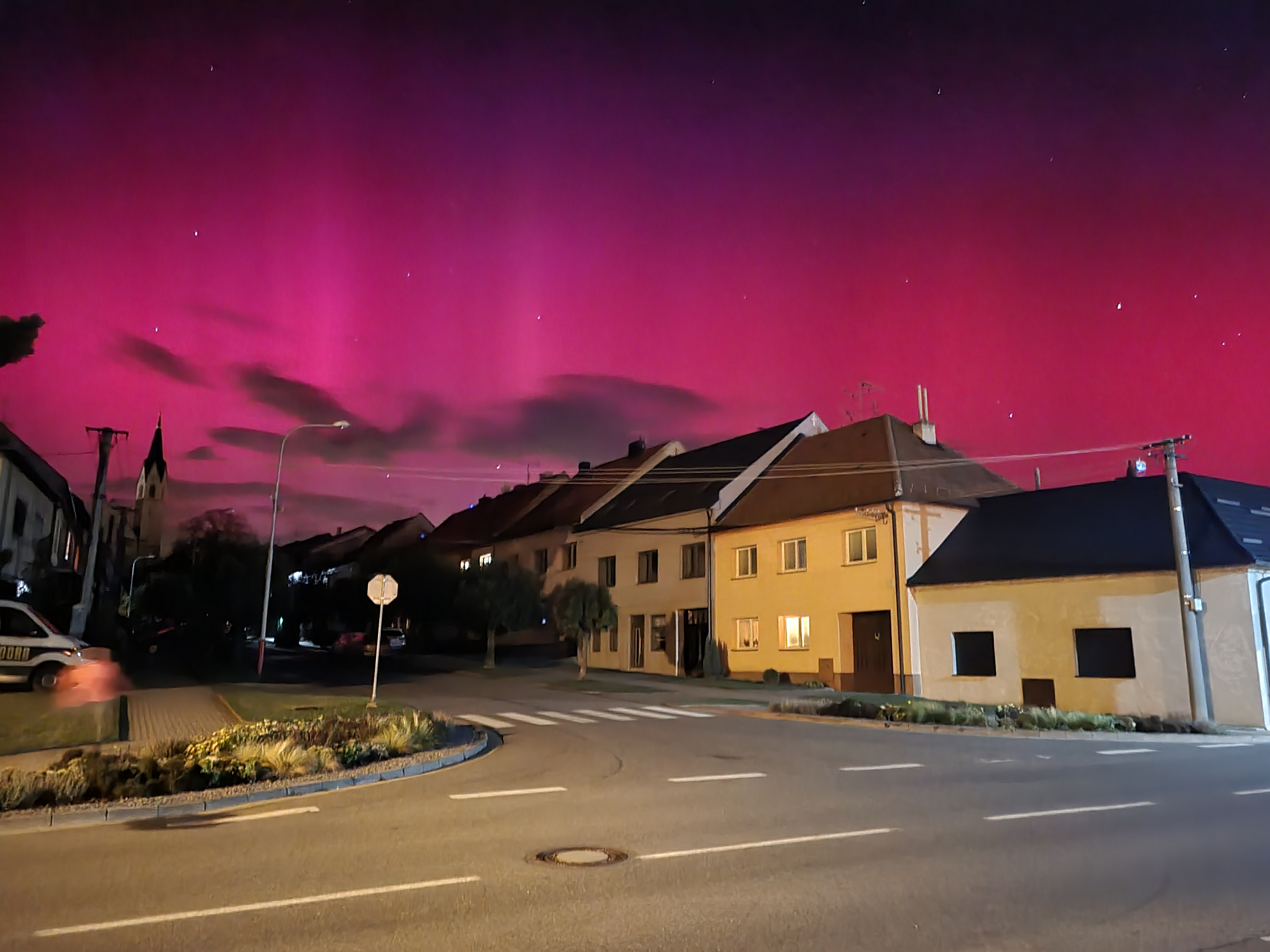
Polární záře nad Českem (Dolní Němčí v 2023)
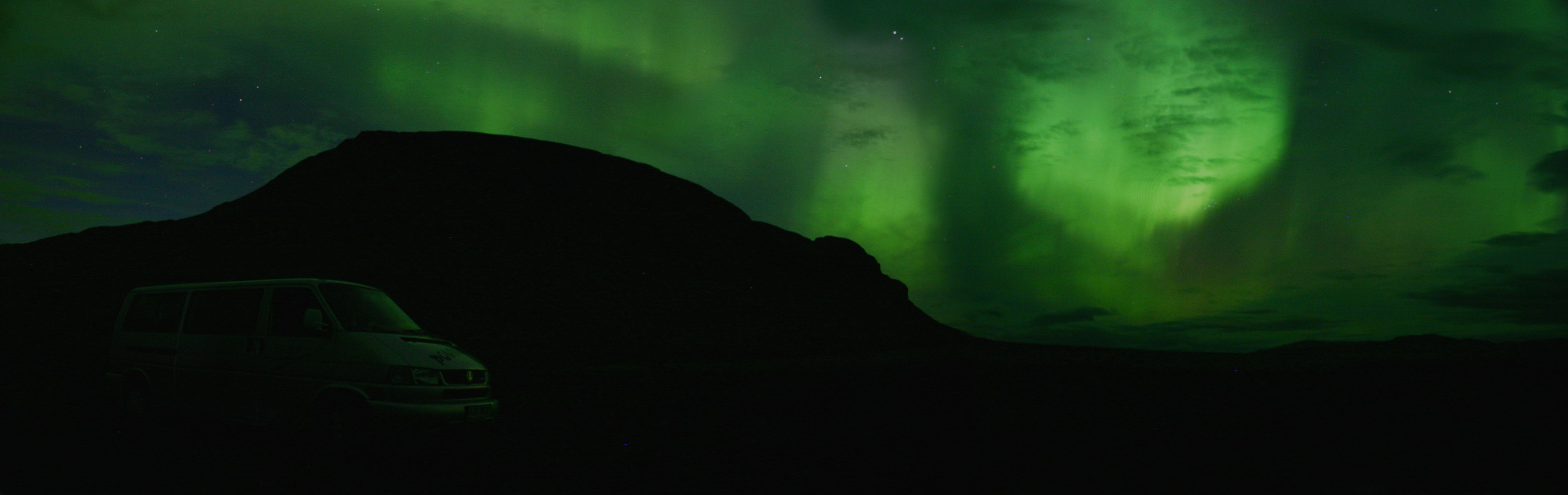
Polární záře nad Islandem
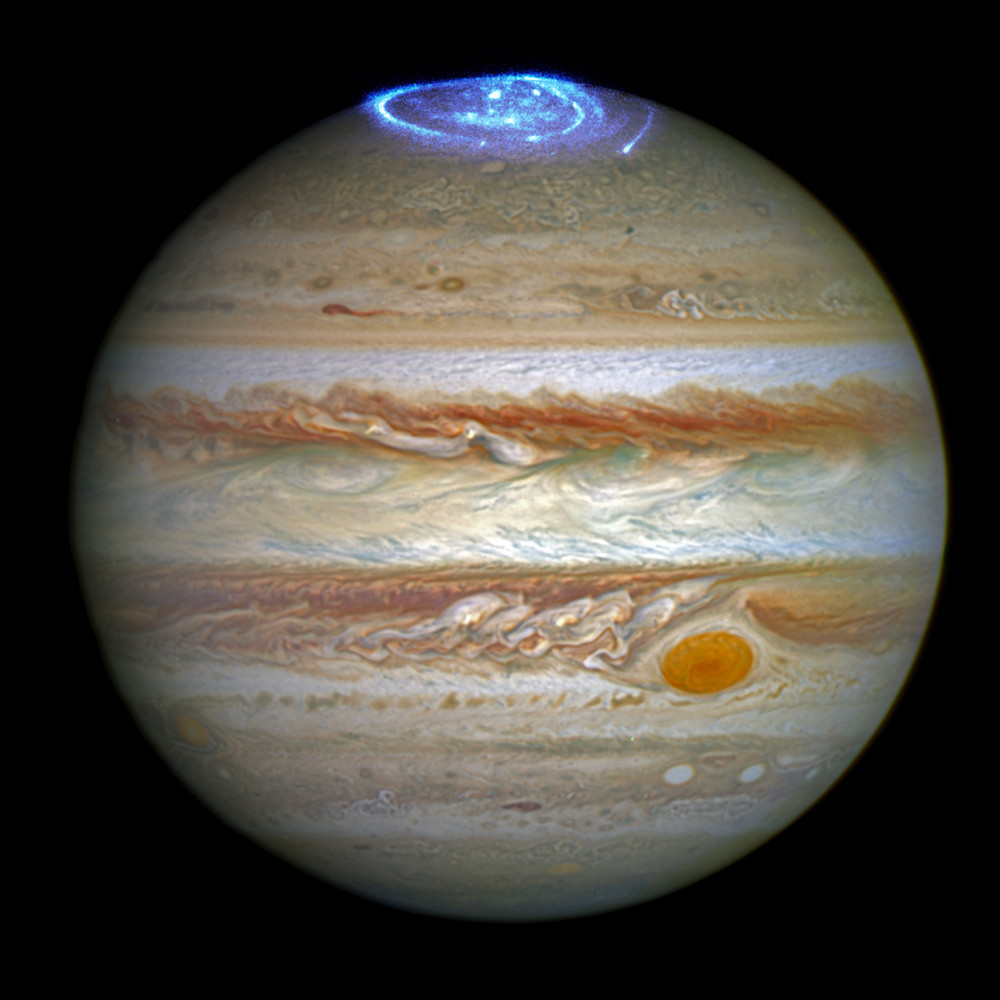
Polární záře nad Jupiterem
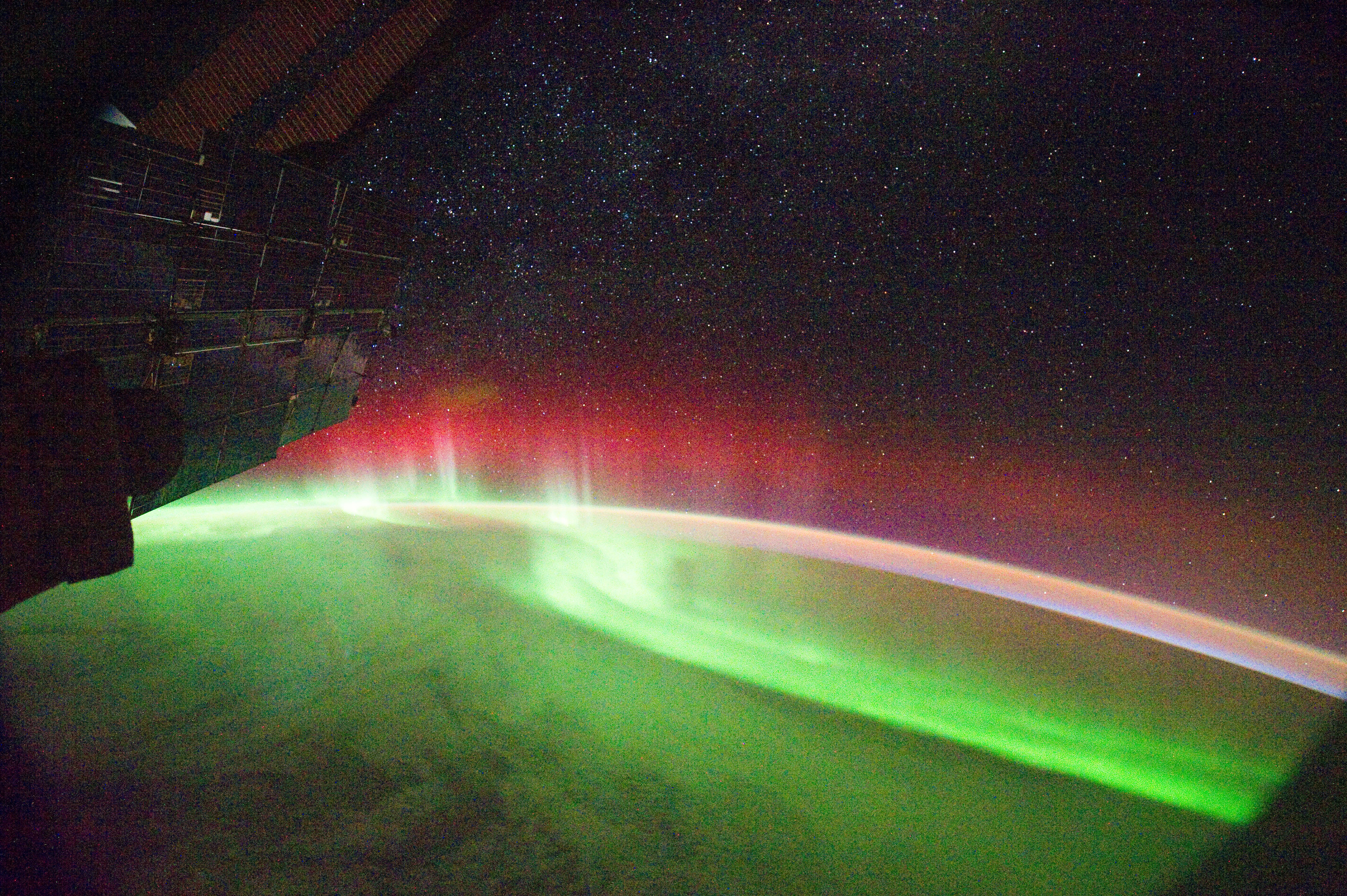
Polární záře z vesmíru
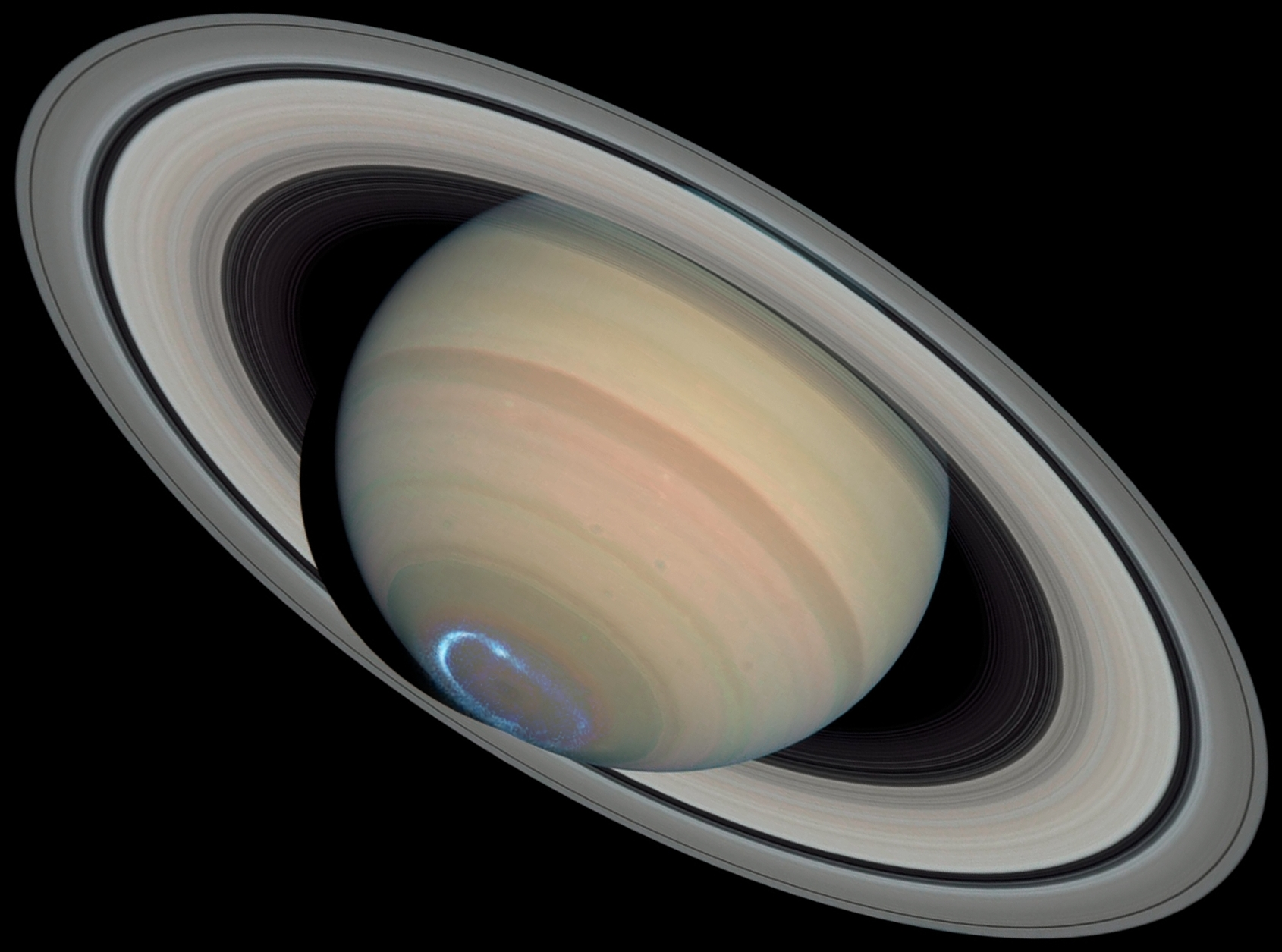
Polární záře nad Saturnem
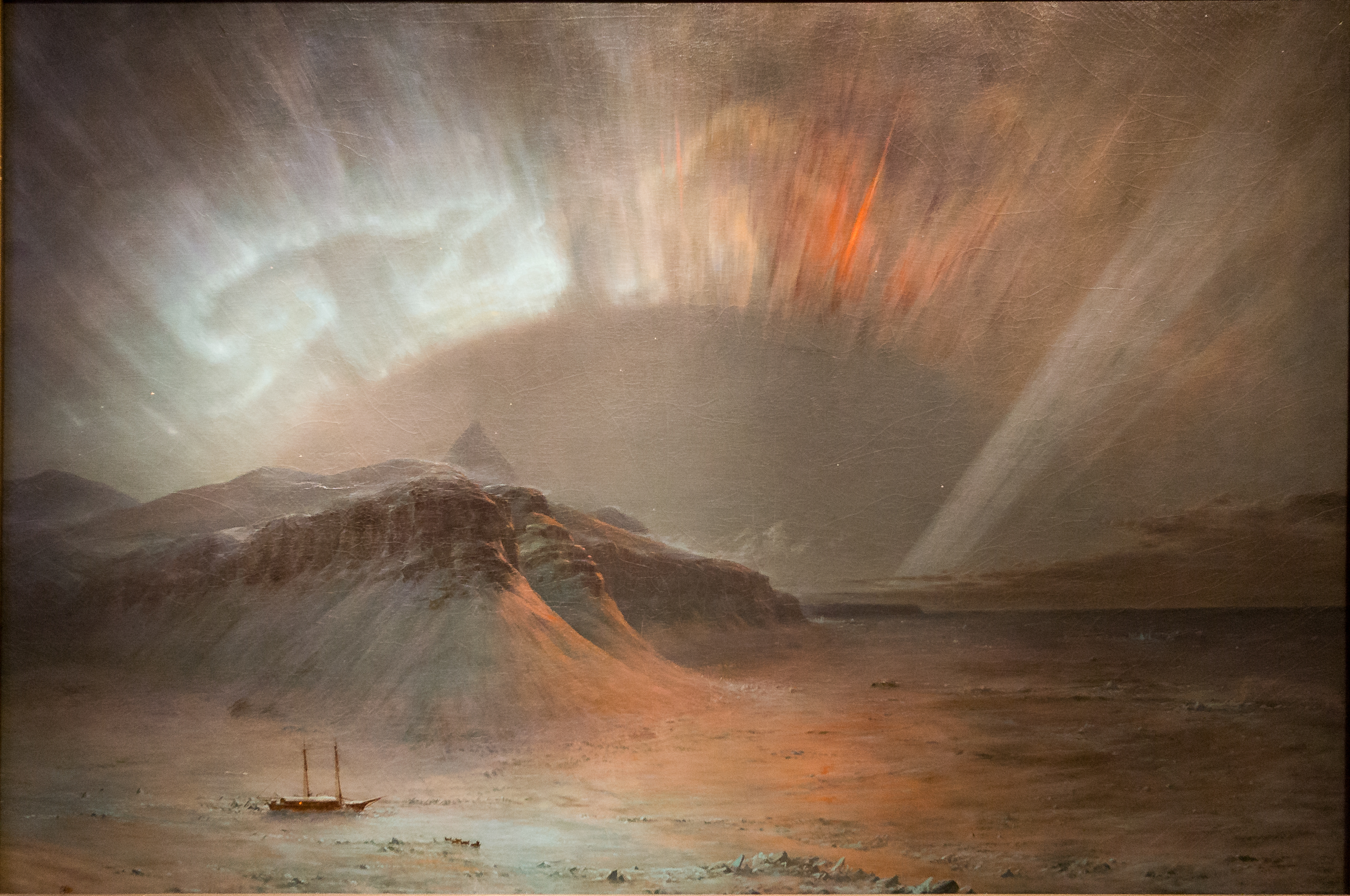
Polární záře na obraze Frederica Edwina Churche z roku 1865
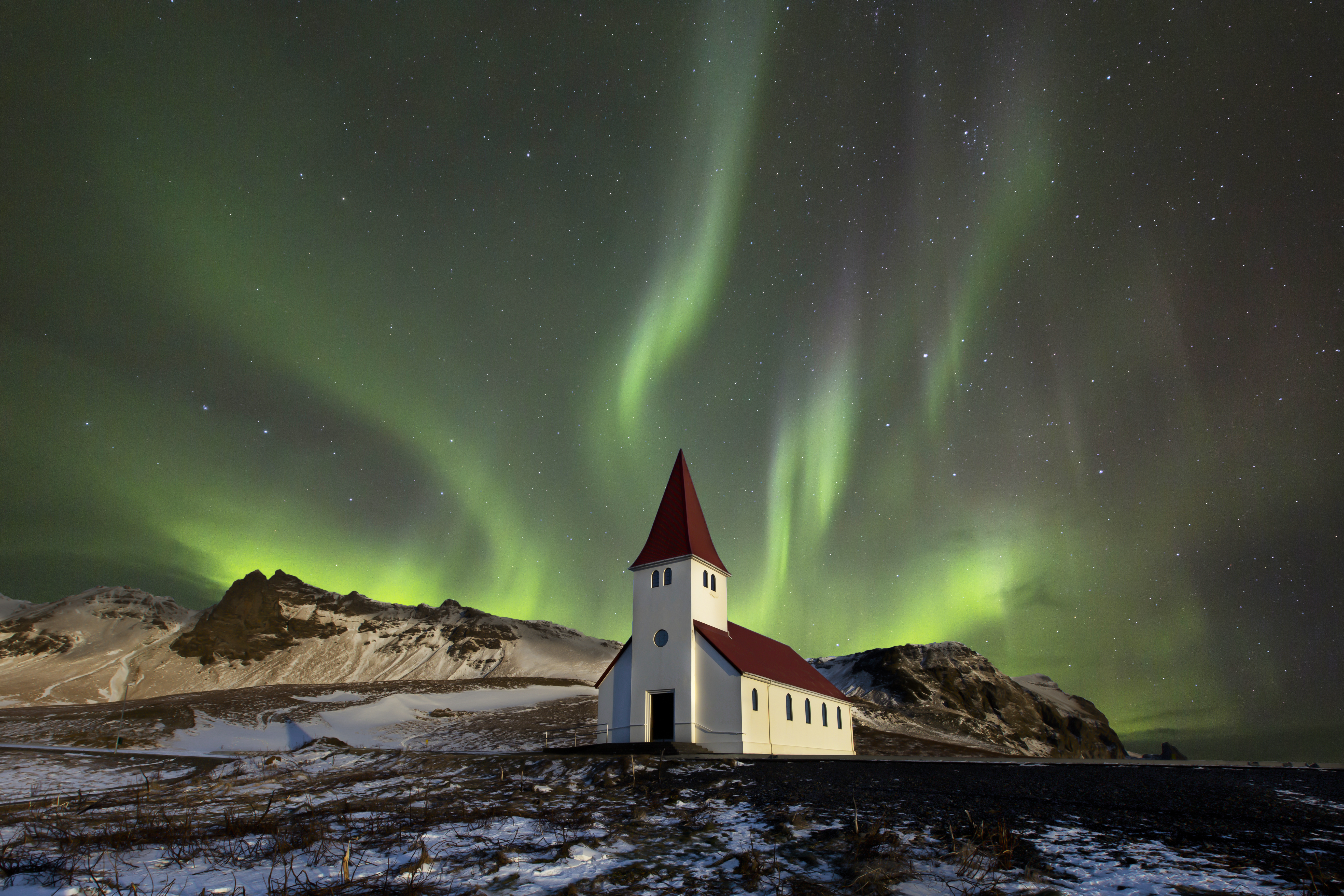
Za polárním kruhem
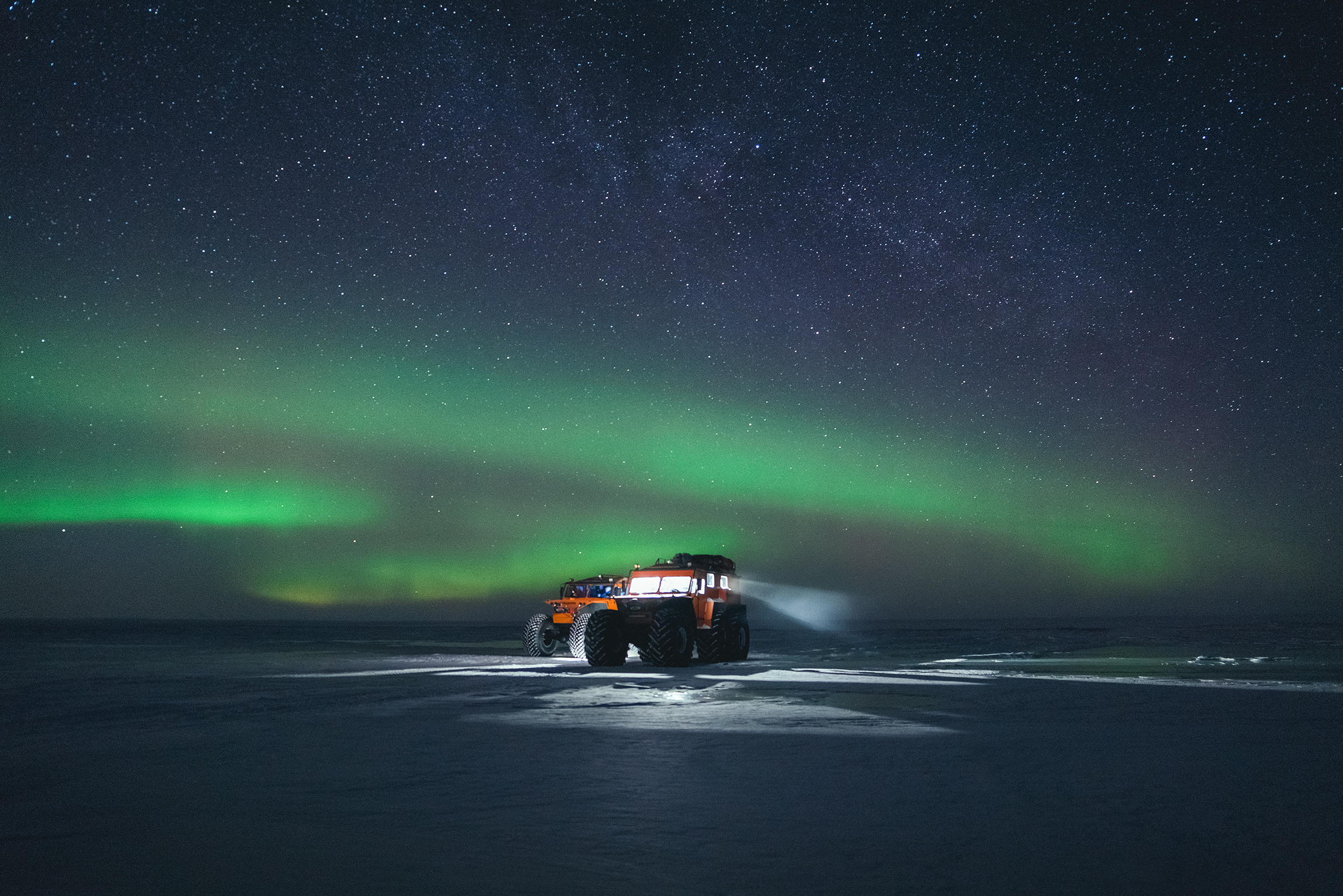
Polární záře na Čukotce

## Zajímavost
Poruchy magnetického pole mohou zaznamenat i citlivé seismometry, pokud nejsou stíněny před vlivy magnetického pole.